# 조희철 (소설가)

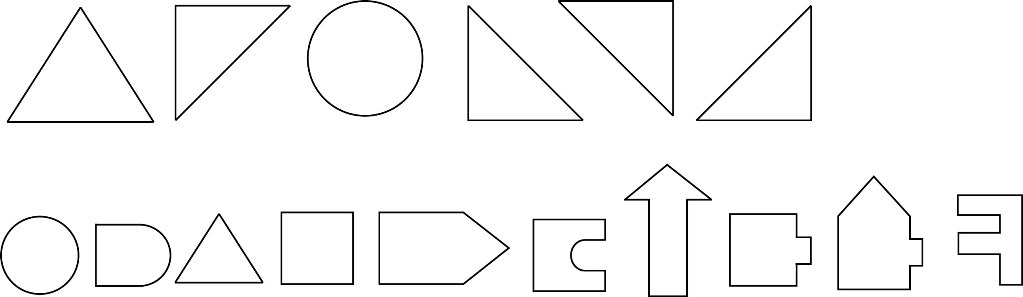
趙熙喆 : 本貫-漢陽 / 천주교 세례명-아퀴나스 / 서강대학교 언론대학원 졸업-언론학 석사

조희철 趙熙喆 : (本貫-漢陽 / 本籍-서울 鍾路區 忠信洞. 1954년 1월 29일~ )은 대한민국의 소설가 - 시인 - 화가이다.
서강대학교 언론대학원 졸업 : 언론학 석사

## 생애
조희철은 1954년, 강원도에서 교육자이던 아버지 -漢陽趙氏 良敬公派 26世: 교장 퇴임- 와 어머니(강릉 崔氏) 슬하에 태어났다. 선대와 더불어 외조부도 지관으로 주역 등의 한문에 능통했으며, 그런 집안 환경에 따라 性理學(四書三經), 주역 등의 한문을 일찍이 접해 약관에 해박한 경지에 이른다.
1990년 천주교 세례를 받아(아퀴나스) 가족들(부인과 1남1녀 모두 세례 교인)과 더불어 신앙인으로 살고 있다. 1993년 가톨릭교리신학원(2년제)을 수료했으며 1992년부터 평화신문 명예기자로 봉직했고 공로패를 수상했다. 2009년에는 스페인의 '산티아고 데 콤포스텔라'까지 두 달간 카미노길을 걸었다.
글, 그림 작업 틈틈이 형이상학적-다원주의적-미학적-아방가르드 감각의 글과 그림을 접하기 위해 오스카 와일드가 묻힌 파리의 페르라쉐즈 공동묘지, 뉴욕의 현대미술의 메카 첼시와 브루클린, 삿포로의 오타루운하, 도쿄의 다자이 오사무 묘지, 프랑크푸르트 괴테의 집... 등등 세계 곳곳의 관심 지역을 순차적으로 여행했다.

## 데뷔
1992년 : 계간 [천주교문학] 여름호 시 <기타리스트> 外 2편 발표-시인 데뷔 https://blog.naver.com/arolasnv/223583786023
1996년 : 계간 [창조문학] 가을호 단편소설 <물망초 / 원제: 흑백필름> 신인작품상-소설가 데뷔

## 작품관
현존 인류의 성성sexuality은 동물들처럼 <생식성 Reproduction: 번식> 단일 성성으로만 점철된 것이 아니라, 몸의 진화와 정신의 문명화에 따라 자연발생적으로 <생식성 Reproduction: 번식>-<충동성 Porno: 배설>-<성애성 Eros: 쾌락>-<성예성 性叡性 Arolas: 안위> 등 四次元性으로 다채롭게 구조되었다. 이런 고도의 4차원적 섹슈얼리티를 지닌 현존 인류를 <성예성인간 性叡性人間: Homo Seqiens>으로 지정한다. 
특정 주체가 영혼의 동등률-자아의 동질성을 4쿼터대(75% 이상)로 공유한 또 다른 주체를 만났을 때 <사랑 Arolaspia>은 結晶된다.
<사랑: Arolaspia>은 3대 거시원소 -[진眞]·[선善]·[미美]- 를 근간해 10대 미시원소 -[지知.knowledge]·[오悟.wisdom]·[도道.reason]·[순順.pure]·[정貞.upright]·[근謹.prudence]·[희喜.joy]·[노怒.anger]·[애哀.sorrow]·[락樂.pleasure]- 로 구성되었다.
작가는 현존 문명인들의 고도의 <4대성성 / 4차원성 / 4th dimension>의 질량과 밀도를 독자적인 문자적-회화적 구성과 기호로 형상화한다.

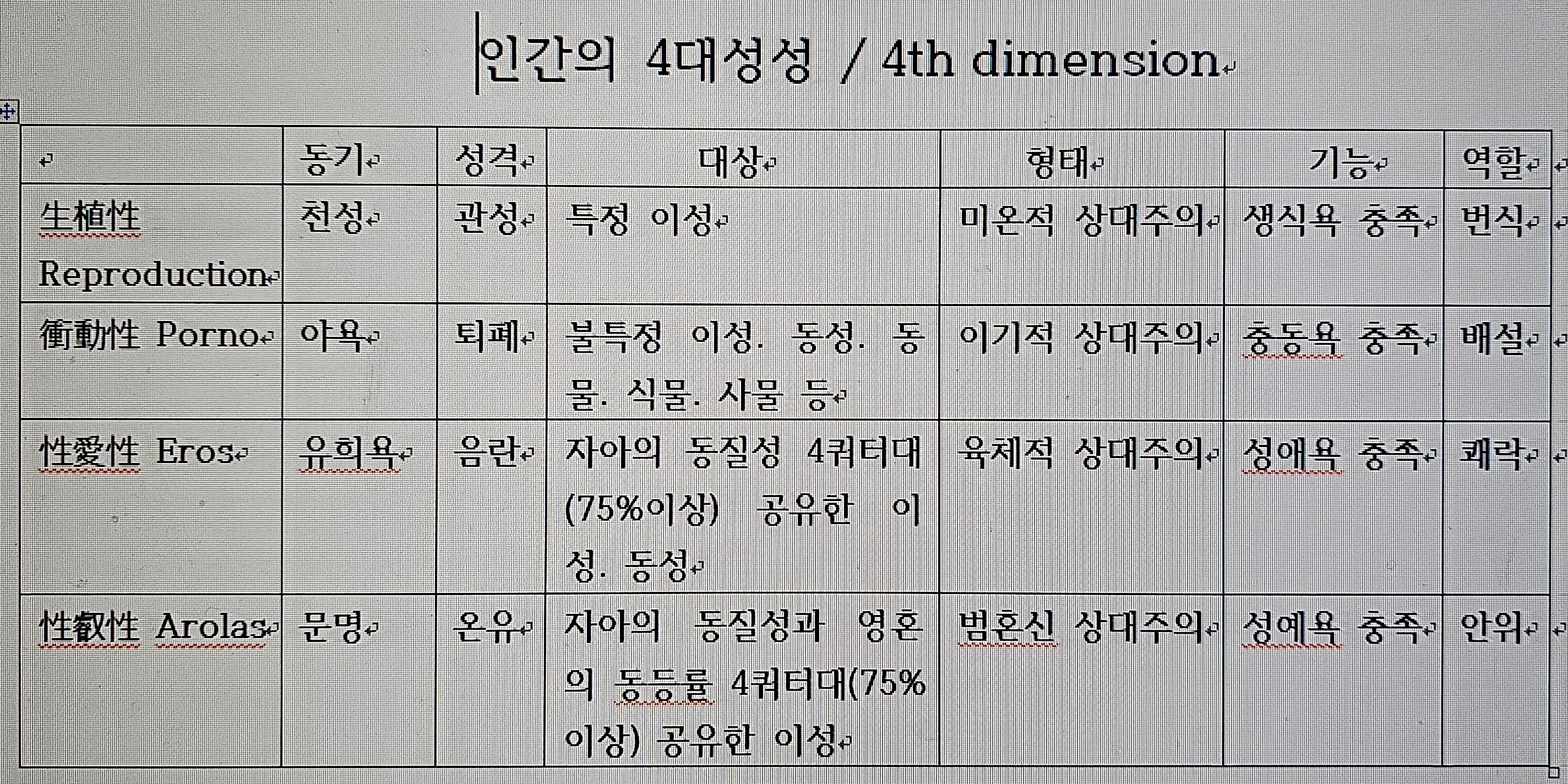
인간의 4대성성-4th dimension.

## 저서
- 1993년: 시집 [어울렁]<한강>간. 12월 1일
- 1996년: 장편소설 [수염고래언덕]<문원북>간. 10월 30일
- 1996년: 장편소설 [사랑은 이렇게 말한다]<우리터>간. 9월 2일
- 1997년: 창작집 [물망초]<그린나라>간. 2월 15일
- 1998년: 장편소설 [치즈걸]<사과나무>간. 3월 20일
- 1998년: 장편소설 [일렉트릭키스]<고도>간. 2월 20일
- 1999년: 장편소설 [쯔나미미술관]<새움>간. 9월 16일
- 2000년: 장편소설 [그녀 19세의 남자]<깊은산>간. 10월 18일
- 2000년: 아트&레제드라마북 [한 님펫트의 납빛겨드랑이]<창조문화사>간. 3월 23일
- 2006년: 로망스사전 [호모섹시언스백과]<오늘의책>간. 12월 20일
- 2013년: 로망스사전 [아로라스 바이블]<꾸벅출판사>간. 4월 15일
- 2017년: 장편소설 [빙하학]<기하학>간. 3월 23일
- 2017년; 사상집 [성예론]<기하학>간. 6월 27일

대표작
1998년 : 조희철 장편소설 [일렉트릭키스] <고도>간  https://blog.naver.com/arolasnv/223676831075
2000년 : 조희철 장편소설 [그녀 19세의 남자] <깊은산>간  https://blog.naver.com/arolasnv/223676846260

## 언론
- 1999년 10월 4일 : 장편소설 [쯔나미미술관] - 종로서적 문학도서20선 <스포츠서울>   https://blog.naver.com/arolasnv/223360920730
- 2000년 4월 3일 : 아트&레제드라마북 [한 님펫트의 납빛겨드랑이]<스포츠조선>문화면   https://blog.naver.com/arolasnv/223344470311
- 2007년 1월 12일 : 로망스사전 [호모섹시언스백과]<조선일보> 인터뷰 기사  https://blog.naver.com/arolasnv/223344472975
- 2007년 2월 1일 : 로망스사전 [호모섹시언스백과]<월간 퀸> 2페이지 기사   https://blog.naver.com/arolasnv/223344476037
- 2007년 1월 23일 : 로망스사전 [호모섹시언스백과]<시사저널> 기사

## 잡지 기고
•1997년 5월호; 월간 [보건세계] 콩트 <어떤 만남> 기고
•1999년 7월호: 월간 [통조림] 性叡論 일부 기고
•2000년 8월호: 월간 [best seller] 8월호-9월호-10월호 <性叡論> 연재
•2003년 : 지하철신문 [메트로] <아트&아포리아> 그림, 글 연재
•2007년 2월호: 여성지 [퀸 Queen] <호모섹시언스백과> 인터뷰 등 2페이지

## 전시-개인전
- 1999년 : [조희철누디티앵포르멜전.혼합] 서울<NA갤러리> 4,21~4,27
- 2002년 : [호모서킨스1차전.유화] 서울<NA갤러리> 6,26~7,2
- 2004년 : [아로라스1차전.드로잉] 서울<NA갤러리> 10,20~10,27
- 2006년 : [아로라스2차전.드로잉] 홍대앞<갤러리 비단방> 12,1~12,15
- 2006년 : [호모서킨스2차전.유화] 서울<NA갤러리> 2,13~2,25
- 2006년 : [호모서킨스3차전.유화] 서울<NA갤러리> 5,25~6,6

- 2006년 : [호모서킨스4차전.유화] 서울<NA갤러리> 9,20~10,10
- 2007년 : [아로라스3차전.드로잉] 서울<NA갤러리> 1,2~1,30
- 2008년 : [아로라스4차전.드로잉] 서울<NA갤러리> 4,16~4,30
- 2011년 : [아로라티시즘1차전.아크릴] 대학로<비투프로젝트 갤러리> 5,16~5,31
- 2014년 : [아로라틱1차전.혼합] 서울<NA갤러리> 1,4~1,31
- 2016년 : [아로라틱2차전.혼합] 남산<문학의집> 11,29~12,3

화가 데뷔전 : 1999년 - [조희철누디티앵포르멜전.혼합] 서울<NA갤러리> 4,21~4,27.  https://blog.naver.com/arolasnv/223683205327

## Official
1994년 : [공간시낭독회 제170회 ; 구상具常 선생님 이외] - 대학로 <바탕골 예술관>  8월 31일 .  https://blog.naver.com/arolasnv/223944317607

## Meme
1990년 : 박재삼 선생님 - 대학로 https://blog.naver.com/arolasnv/223792465847
1993년 : 피천득 선생님 - 바탕골 https://blog.naver.com/arolasnv/223792468969
1994년 : 송영 선생님 - 대치동 송영 선생님 댁. 바둑 3점 지도국  https://blog.naver.com/arolasnv/223929933594
1996년 : 시마다 마사히코 島田雅彦. 1961~ - <부드러운 좌익을 위한 희유곡>   https://blog.naver.com/arolasnv/223700489156
1996년 : 전상국 선생님 - 평창동  https://blog.naver.com/arolasnv/223929926770
1997년 : 알랭 로브그리예 Alain Robbe-Grillet. 1922~2008 - <누보로망>  https://blog.naver.com/arolasnv/223700479229
1998년 : 박완서 선생님 - 가톨릭문인회 https://blog.naver.com/arolasnv/223792470537
2006년 : 루시앙 클레르그Lucien Clergue. 1934–2014- 세기적 사진가 겸 <아를국제사진페스티벌>창시자 https://blog.naver.com/arolasnv/223700852425

## 상훈
|                  | 수상 내역                                           | 주관처             |
| 1993년 3월 27일  | 공로패                                              | 평화신문           |
| 2000년 11월 13일 | 문학창작활성화지원사업-소설 부문 선정 1천만 원 수혜 | 한국문화예술위원회 |

1993년 : 평화신문. 공로패 - https://blog.naver.com/arolasnv/223936069342

2000년 : 문예진흥원 문학창작활성화지원사업 소설 부문 선정. 1천만 원 수혜 - https://blog.naver.com/arolasnv/223936064824

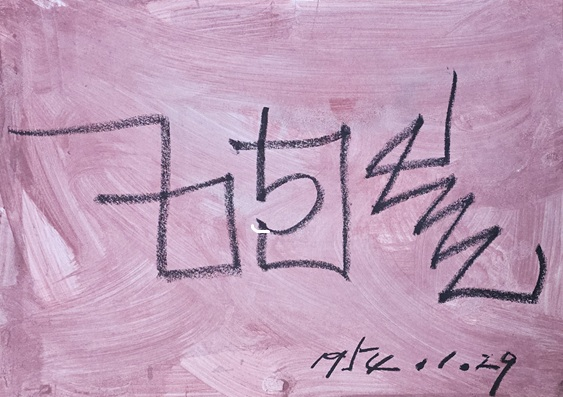
사인

## site / 사인
https://www.facebook.com/arolasd
https://www.instagram.com/arolasd/?hl=ko